# Notophthiracarus meristos
Notophthiracarus meristos är en kvalsterart som beskrevs av Wojciech Niedbała 2004. Notophthiracarus meristos ingår i släktet Notophthiracarus och familjen Phthiracaridae. Inga underarter finns listade i Catalogue of Life.